# Tetrastichus manilensis
Tetrastichus manilensis är en stekelart som först beskrevs av William Harris Ashmead 1905.  Tetrastichus manilensis ingår i släktet Tetrastichus och familjen finglanssteklar. Inga underarter finns listade i Catalogue of Life.